# Willy Harlander
Willy Harlander (* 30. April 1931 in Regensburg; † 20. April 2000 in München) war ein deutscher Schauspieler, der besonders in seinen Rollen als bayerischer Volksschauspieler bekannt wurde. Er verkörperte eher stille, sensible und leicht beleidigte Charaktere.

## Leben
Willy Harlander war der Sohn eines Totengräbers und einer Köchin. Als Jugendlicher sang er im Chor der Regensburger Domspatzen. Um dem Wunsch des Vaters zu entsprechen, ging er zur Bereitschaftspolizei. Dann absolvierte er eine Lehre als Tischler und Orgelbauer. Doch Harlander zog es schon immer zur Bühne, und er wurde Mitglied des Regensburger Studentenkabaretts. Mitte der 1950er Jahre zog er nach München, wo er von Ludwig Schmid-Wildy nach einigem Zögern für das Platzl engagiert wurde. Dort war er allerdings völlig unbekannt und musste jahrelang mit unbedeutenden Nebenrollen vorliebnehmen.
Wie für viele andere Darsteller wie Gustl Bayrhammer und Max Grießer, die allerdings im Gegensatz zu ihm eine klassische Theaterausbildung besaßen, begann Willy Harlanders große Zeit mit dem Komödienstadel des Bayerischen Rundfunks zu Beginn der 1960er Jahre. Daneben bot sich für ihn im Jahr 1960 die Gelegenheit, in dem französischen Kriegsfilm Les honneurs de la guerre und in zwei Komödien am Millowitsch-Theater mitzuwirken. Der endgültige Durchbruch gelang ihm 1973 mit dem mehrfach ausgezeichneten Film Der Mensch Adam Deigl und die Obrigkeit, in dem er seine erste anspruchsvolle bayerische Charakterrolle spielte. Es folgten zahlreiche Auftritte in Spielfilmen und Fernsehserien, darunter Meister Eder und sein Pumuckl, Königlich Bayerisches Amtsgericht und Café Meineid, aber auch mehrere Sex-Streifen in den 1970er Jahren. 14 Jahre lang ging Harlander an der Seite von Gustl Bayrhammer und Helmut Fischer in der Münchner Version des Tatort auf Mörderjagd.

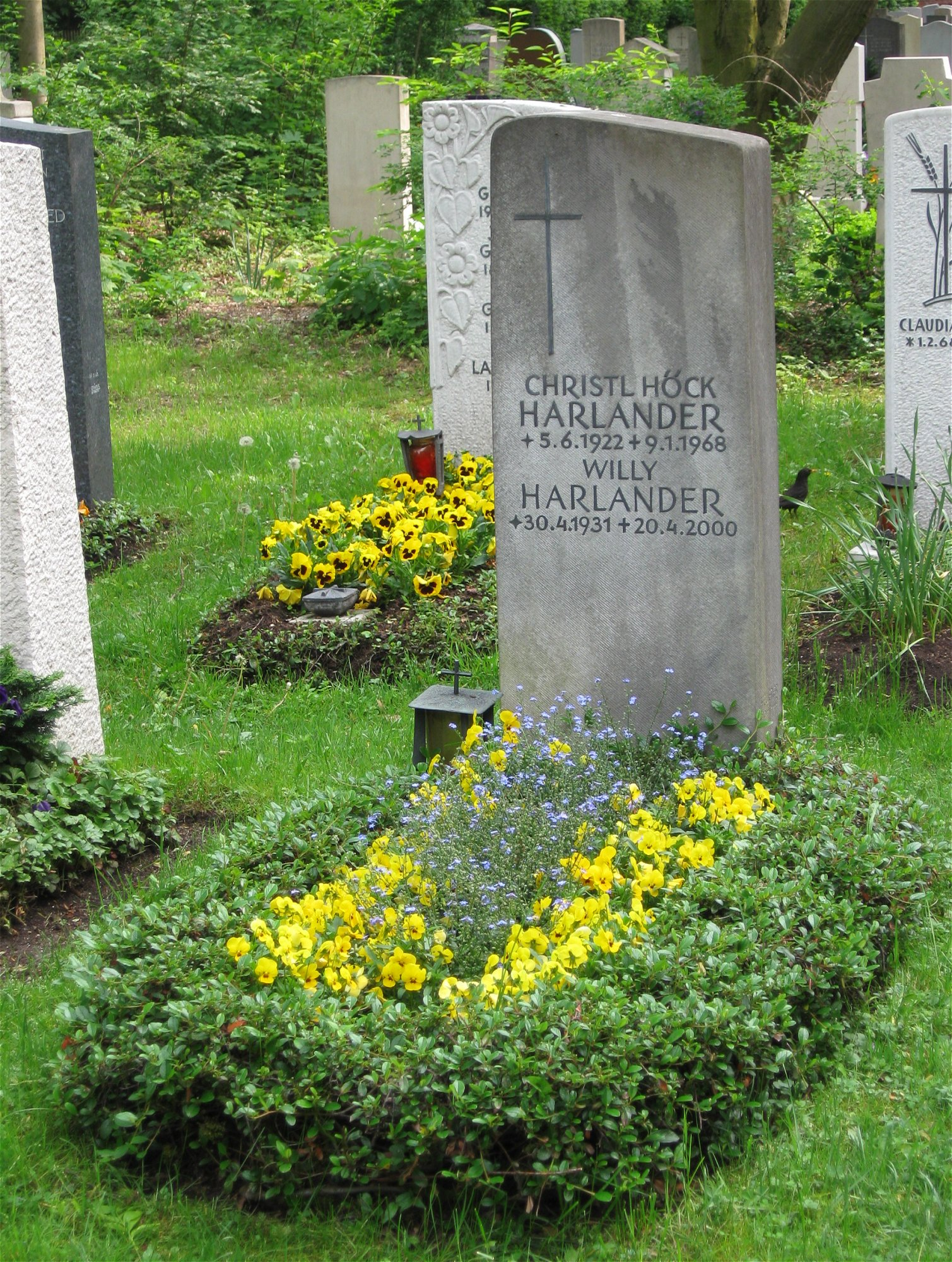
Grab von Christl Höck und Willy Harlander im Friedhof Perlach

Nach dem Tod seiner ersten Frau Christl Höck 1968 heiratete der Schauspieler 1981 die Sängerin Erika Blumberger, mit der er auch mehrmals gemeinsam vor der Kamera stand. 1989 spielte das Paar an der Seite von Marianne Sägebrecht in dem Percy-Adlon-Film Rosalie Goes Shopping. 1981 trat Willy Harlander in dem Film Lili Marleen von Rainer Werner Fassbinder auf, 1992 in der Erfolgskomödie Schtonk! von Helmut Dietl. 1993 starb der enge Freund und Kollege Gustl Bayrhammer und Harlander übernahm dessen Rolle als Petrus in dem Dauerbrenner Der Brandner Kaspar und das ewig’ Leben am Münchner Residenztheater.
Willy Harlander, der bis zuletzt im Fernsehen (Forsthaus Falkenau) und auf der Bühne präsent war, starb am 20. April 2000 im Alter von 68 Jahren unerwartet während eines Spaziergangs mit seinem Dackel im Perlacher Forst bei München an einem Herzinfarkt. Ein Jogger entdeckte Harlander tot auf einem Waldweg. Er wurde auf dem Friedhof Perlach in München beigesetzt (Grab Nr. 16-1-49).

## Ehrungen
- 1997: Verdienstkreuz am Bande der Bundesrepublik Deutschland

## Filmografie (Auswahl)

### Spielfilme
- 1960: Der kühne Schwimmer
- 1961: Die vor die Hunde gehen
- 1961: Der Hochtourist
- 1964: Der Test
- 1967: Kurzer Prozeß
- 1967: Mord und Totschlag
- 1969: Der Attentäter
- 1969: Ein Dorf ohne Männer
- 1970: Der Bettenstudent oder: Was mach’ ich mit den Mädchen?
- 1970: Das gelbe Haus am Pinnasberg
- 1971: Der neue Schulmädchen-Report. 2. Teil: Was Eltern den Schlaf raubt
- 1972: Mensch ärgere dich nicht
- 1973: Schulmädchen-Report. 5. Teil: Was Eltern wirklich wissen sollten
- 1973: Crazy – total verrückt
- 1973: Geh, zieh dein Dirndl aus
- 1973: Was Schulmädchen verschweigen
- 1974: Wetterleuchten über dem Zillertal
- 1974: Alpenglüh’n im Dirndlrock
- 1975: Zwei Rebläuse auf dem Weg zur Loreley
- 1975/78: Lady Dracula
- 1976: Was treibt die Maus im Badehaus?
- 1977: Bolwieser
- 1977: Drei Schwedinnen in Oberbayern
- 1977: Die Jugendstreiche des Knaben Karl
- 1981: Lili Marleen
- 1982: Piratensender Powerplay
- 1985: Die Einsteiger
- 1989: Rosalie Goes Shopping
- 1991: Erfolg
- 1992: Schtonk!

### Fernsehen
- 1961: Funkstreife Isar 12 – 1860 gegen Eintracht Frankfurt
- 1964–1965: Die fünfte Kolonne (Fernsehserie, 2 Episoden)
- 1965: Alarm in den Bergen (Fernsehserie, 2 Episoden)
- 1965: Die Pfingstorgel
- 1968: Madame Legros
- 1969: Ende eines Leichtgewichts
- 1969: Die Perle – Aus dem Tagebuch einer Hausgehilfin (Fernsehserie, 1 Episode)
- 1969–1971: Königlich Bayerisches Amtsgericht (Fernsehserie, 8 Episoden)
- 1970: Tatort: Saarbrücken, an einem Montag …
- 1970: Die seltsamen Methoden des Franz Josef Wanninger
- 1971: Augenzeugen müssen blind sein
- 1972: Der Komödienstadel: Mattheis bricht’s Eis
- 1972–1985: Tatort (als Kriminal(ober)meister Brettschneider)
  - 1972: Münchner Kindl
  - 1973: Weißblaue Turnschuhe
  - 1973: Tote brauchen keine Wohnung
  - 1974: 3:0 für Veigl
  - 1974: Als gestohlen gemeldet
  - 1975: Das zweite Geständnis
  - 1976: Wohnheim Westendstraße
  - 1977: Das Mädchen am Klavier
  - 1977: Schüsse in der Schonzeit
  - 1978: Schlußverkauf
  - 1978: Schwarze Einser
  - 1979: Ende der Vorstellung
  - 1979: Maria im Elend
  - 1980: Spiel mit Karten
  - 1981: Usambaraveilchen
  - 1981: Im Fadenkreuz
  - 1982: Tod auf dem Rastplatz
  - 1983: Roulette mit 6 Kugeln
  - 1984: Heißer Schnee
  - 1985: Schicki-Micki
- 1973: Der Bastian (Fernsehserie, 1 Episode)
- 1973: Der Mensch Adam Deigl und die Obrigkeit
- 1974–1975: Münchner Geschichten
- 1975: Spannagl & Sohn (Fernsehserie)
- 1975: Mordkommission (Fernsehserie, 4 Episoden)
- 1976: Alle Jahre wieder – Die Familie Semmeling (Fernsehserie, 3 Episoden)
- 1978: Sachrang
- 1979: Die Protokolle des Herrn M. – Gefährliches Hobby
- 1981: Die Rumplhanni (Fernsehserie, 2 Episoden)
- 1981: Der Glockenkrieg
- 1982: Ehe oder Liebe
- 1982–1989: Meister Eder und sein Pumuckl (Fernsehserie, 11 Folgen)
- 1982: Vergiftet oder arbeitslos? (TV-Spiel)
- 1983: Monaco Franze – Der ewige Stenz (Fernsehserie, 1 Episode)
- 1983: Nesthäkchen (Fernsehserie, 2 Episoden)
- 1984: Heiße Wickel – kalte Güsse (Fernsehserie, 6 Episoden)
- 1985: Unsere schönsten Jahre (Fernsehserie, 1 Episode)
- 1985: Franz Xaver Brunnmayr (3 Folgen)
- 1985: Geschichten aus der Heimat (Fernsehserie) Episoden: Die Platzwunde,In Gottes Namen
- 1986: Schloßherren (Fernsehserie, 8 Episoden)
- 1986: Schafkopfrennen (Fernsehserie, 5 Episoden)
- 1986: Kir Royal (Fernsehserie, 2 Episoden)
- 1988: Der Millionenbauer (Fernsehserie, 5 Episoden)
- 1988: Zur Freiheit (Fernsehserie, 2 Episoden)
- 1987–1992: Die Hausmeisterin (Fernsehserie, 6 Folgen)
- 1988: Der Leihopa (Fernsehserie, 1 Episode)
- 1988–1997: SOKO 5113 (Fernsehserie, 13 Episoden)
- 1989–1993: Zwei Münchner in Hamburg (Fernsehserie, 5 Episoden)
- 1990–2001: Weißblaue Geschichten (Fernsehserie, 14 Episoden)
- 1993: Liebe ist Privatsache (Fernsehserie, 1 Episode)
- 1993: Geschichten aus der Heimat – Blattschuß
- 1995: Der Salzbaron (Fernsehserie, 3 Episoden)
- 1994: Florian III (Fernsehserie)
- 1995: Zwei zum Verlieben (Fernsehserie, 2 Episoden)
- 1996: Spiel des Lebens (Fernsehserie)
- 1996: Ärzte: Dr. Schwarz und Dr. Martin: Herztöne
- 1998: Der Komödienstadel: Der verkaufte Großvater
- 2000: Der Komödienstadel: Das liebe Geld
- 2002: Forsthaus Falkenau – Heimische Hölzer